# ويليام د. روجرز
ويليام د. روجرز (بالإنجليزية: William D. Rogers)‏ هو محامي ومحامي أمريكي، ولد في 12 مايو 1927 في ويلمنغتون في الولايات المتحدة، وتوفي في 22 سبتمبر 2007 في Upperville, Virginia ‏ في الولايات المتحدة بسبب نوبة قلبية.

## وصلات خارجية
- ويليام د. روجرز على موقع مونزينجر (الألمانية)
- ويليام د. روجرز على موقع إن إن دي بي (الإنجليزية)